# Fred Else
Fred Else (Golborne, 31 de marzo de 1933-Barrow, 20 de julio de 2015) fue un futbolista británico que jugaba en la demarcación de portero.

## Biografía
Tras formarse como futbolista desde 1951 hasta 1953 en el Preston North End FC, hizo su debut en 1954 contra el Manchester City FC. Jugó en el club un total de ocho temporadas, cosechando 238 partidos jugados y consiguiendo en 1958 ser subcampeón de la Football League First Division. Tras el descenso del club en la temporada 1960/1961, Else se marchó al Blackburn Rovers FC por 20.000 libras. Fue titular en el club, y en las cinco temporadas que disputó bajo los palos jugó en 221 encuentros. En 1966 fue fichado por el Barrow AFC para los cuatro años siguientes, consiguiendo ganar la promoción de la Football League Fourth Division en 1967. En 1970, y tras una infección en la pierna, Else se retiró como futbolista, y justo tras su retiro, ejerció el cargo de entrenador interino en el Barrow AFC.
Falleció el 20 de julio de 2015 en Barrow a los 82 años de edad.

## Clubes

### Como futbolista
| Club                 | País       | Año         | Partidos | Goles |
| -------------------- | ---------- | ----------- | -------- | ----- |
| Preston North End FC | Inglaterra | 1953 - 1961 | 238      | 0     |
| Blackburn Rovers FC  | Inglaterra | 1961 - 1966 | 221      | 0     |
| Barrow AFC           | Inglaterra | 1966 - 1970 | 148      | 0     |

### Como entrenador
| Club       | País       | Año  |
| ---------- | ---------- | ---- |
| Barrow AFC | Inglaterra | 1970 |